# Grande Rousse Nord
Grande Rousse Nord – szczyt w Alpach Graickich, części Alp Zachodnich. Leży w północnych Włoszech w regionie Dolina Aosty. Należy do Grupy Grande Sassière i Rutor. Szczyt można zdobyć ze schroniska Rifugio Chalet de L'épée (2370m) lub Bivacco Luigi Ravelli (2860m), Góra posiada też drugi, niższy szczyt o wysokości 3577 m.
Pierwszego wejścia dokonali T. Blansford, Chutbert, Neighbour, R. C. Nichols, E. P. Roswell, J. V. Favret i M. Brunod 13-14 sierpnia 1864 r.